# Saint-Chéron (Essonne)
Saint-Chéron település Franciaországban, Essonne megyében. Lakosainak száma 5176 fő (2022. január 1.). Saint-Chéron Villeconin, Breuillet, Breux-Jouy, Saint-Maurice-Montcouronne, Sermaise, Souzy-la-Briche és Le Val-Saint-Germain községekkel határos.

## Népesség
A település népessége az elmúlt években az alábbi módon változott:
| Lakosok száma | 4849 | 5018 | 5124 | 5072 | 5134 | 5238 | 5264 | 5220 | 5176 |
|               | 2013 | 2015 | 2016 | 2017 | 2018 | 2019 | 2020 | 2021 | 2022 |